# バトゥル

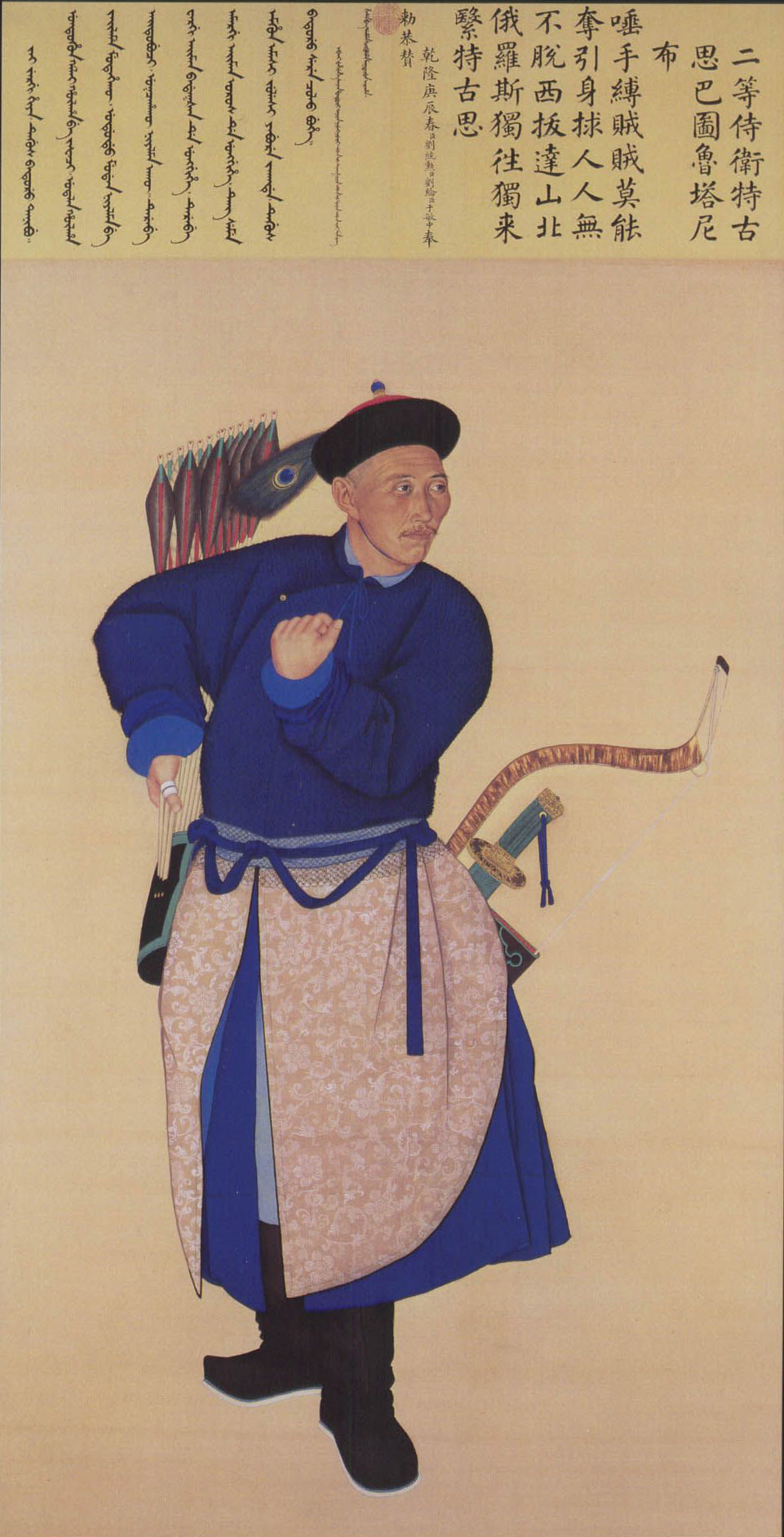
紫光閣に掲げられていた乾隆帝期のバトゥルの肖像画。満洲語と漢文で彼に対する賛が書かれている。

バトゥル（巴図魯、満洲語：ᠪᠠᡨᡠ᠋ᡵᡠ、ローマ字転写：baturu、簡体字：巴图鲁）は、満洲語で「勇者」を意味する言葉でその語源は中世モンゴル語の『バアトル』と言われる。満洲人の王朝である清朝では一種の栄誉称号として用いられた。
清朝におけるバトゥル称号には2種類の用法がある。まず第1が「バトゥル」の称号のみを与える場合である。第2に「バトゥル」の前に満洲語もしくは漢文で修飾辞を添える場合がある。清朝の初期まではバトゥル称号は世襲制であり、ドロイ・ギュン・ワン（ᡩᠣᡵᠣᡳ
ᡤᡳᠶᡡᠨ
ᠸᠠᠩ、doroi giyūn wang、多羅郡王）を称してドロイ・バトゥル・ギュン・ワン（ᡩᠣᡵᠣᡳ
ᠪᠠᡨᡠ᠋ᡵᡠ
ᡤᡳᠶᡡᠨ
ᠸᠠᠩ、doroi baturu giyūn wang、多羅巴図魯郡王）等のように使ったが、康熙帝以後は次第に使われなくなっていった。
清朝政府は当初バトゥル称号を厳格に管理しており、史料上その称号が与えられた例はヌルハチの天命年間から咸豊帝の即位（1850年）までの間でわずか33人しか見られない。またバトゥル称号は長らく満洲人・モンゴル人の武官称号であり、漢人で最初にこの称号を与えられたのは嘉慶年間の事である。これほどまでに厳格な管理下に置かれたバトゥル称号だが、咸豊年間になるとバトゥル称号の乱発が始まる。まず本来武官の名誉称号だったはずが文官にも与えられるようになる。また往々にして一度の戦争で数十人にバトゥル称号がばら撒かれ、外国人にバトゥル称号が与えられた事もあり、称号自体の価値が低下していった。